# カスティリオーネ・ディ・シチーリア
カスティリオーネ・ディ・シチーリア（イタリア語: Castiglione di Sicilia）は、イタリア共和国シチリア州カターニア県にある、人口約3,100人の基礎自治体（コムーネ）。

## 地理

### 位置・広がり
カターニア県のコムーネ。県都カターニアから北へ42kmの距離にある。

#### 隣接コムーネ
隣接するコムーネは以下の通り。括弧内のMEはメッシーナ県所属を示す。
- アドラーノ
- ベルパッソ
- ビアンカヴィッラ
- ブロンテ
- カラタビアーノ
- フランカヴィッラ・ディ・シチーリア (ME)
- ガッジ (ME)
- グラニーティ (ME)
- リングアグロッサ
- マレット
- マルヴァーニャ (ME)
- モーイオ・アルカンタラ (ME)
- モッタ・カマストラ (ME)
- ニコロージ
- ピエディモンテ・エトネーオ
- ランダッツォ
- ロッチェッラ・ヴァルデーモネ (ME)
- サンタルフィオ
- タオルミーナ (ME)
- ザッフェラーナ・エトネーア

## 行政

### 分離集落
カスティリオーネ・ディ・シチーリアには、以下の分離集落（フラツィオーネ）がある。
- Gravà, Mitogio, Passopisciaro, Rovittello, Solicchiata, Verzella, Castrorai

## 文化・観光
「イタリアの最も美しい村」クラブ加盟コムーネである。